# Kaj Bundvad
Jens Kaj Rudolf Bundvad, född 8 juli 1904 i Frederikshavn, död 26 januari 1976 i Roskilde, var en dansk socialdemokratisk politiker. 

## Bakgrund
Kaj Bundvad var son till fiskaren Søren Christian Bundvad (1875-1928) och Karen Jensen (1881-1969). Han var lärling på Frederikshavns varv (1919-1924) och arbetade sedan som maskinarbetare (1924-1935). Han var därefter lärare i arbetsrätt på Roskilde folkhögskola (1935-1945), som var knuten till arbetarrörelsen, och sekreterare på Arbejderbevægelsens Informations Central (1945-1956). Den sistnämnda hade bland annat som mål att bekämpa kommunismen genom underrättelseverksamhet. Han var därefter sekreterare inom Socialdemokratiet.
Bundvad blev invald i Folketinget för Ringsteds valkrets 1943, ett mandat som han innehade oavbrutet till 1971. Han var ledamot i finansutskottet (1948-1956), i Nordiska rådet (1953-1957 & 1968-1971) och i Folketingets utrikesnämnd (1956-1957). Från 1956 var han även partiets gruppordförande. Han hade även uppdrag för flera utredningar och kommittéer, däribland om a-kassa och folkpension. Han utsågs till arbetsmarknads- och bostadsminister i H.C. Hansens koalitionsregering mellan Socialdemokratiet, Radikale Venstre och Retsforbundet 1957. Han var en av drivkrafterna bakom förhandlingarna med Retsforbundet och dess inträde i regeringen.

## Minister
Hans viktigaste reform under den första mandatperioden var ändringen av folkpensionen 1957, som innebar att alla garanterades pensionens grundbelopp. Som bostadsminister kom han i konflikt med partiets bostadspolitiska ordförande Carl P. Jensen, som också blev hans efterträdare 1960. Från 1960 var Bundvad arbetsmarknads- och socialminister. Han lät utvidga folkpensionens omfattning samt reformera invalidpensionen, så att den omfattade också yngre människor. Han lade även fram förslag på utbyggnad av barn- och ungdomsomsorgen, som han ansåg var viktigt för att frigöra kvinnlig arbetskraft och för att förebygga sociala olikheter. Även handikappomsorgen och rehabiliteringsverksamheten utbyggdes under hans mandatperiod. Han lade också fram förslag om tilläggspension, liknande det svenska ATP, och tillsatte en socialreformsutredning 1964. Vid sidan om sina ministeruppdrag var han även personlig rådgivare åt statsministrarna H.C. Hansen, Viggo Kampmann och Jens Otto Krag.